# Rotuma
Ostrov Rotuma je hlavním ostrovem fidžijského souostroví Rotuma. Ostrov je 13 km dlouhý a 4 km široký s rozlohou 43 km². Je jediným trvale obydleným ostrovem souostroví Rotuma. Při sčítání v roce 1996 měl 2 810 obyvatel.

## Historie
První známý Evropan, jenž spatřil Rotumu v roce 1790, byl kapitán Edward Edwards s posádkou lodi HMS Pandora, když zde přistáli při pátrání po námořnících zmizelých po vzpouře na lodi Bounty. Ostrov byl oblíbeným velrybáři pro doplňování zásob a v polovině 19. století se Rotuma stala rájem dezertujícím námořníkům, z nichž někteří unikali před odsouzením. Někteří z těchto dezertérů si vzali za manželky místní ženy a přispěli tak svými geny do již značně různorodé společnosti. Jiní skončili násilnou smrtí, údajně cizím přičiněním.
Wesleyští misionáři (metodisté) z Tongy přišli na Rotumu v roce 1842, následováni katolíky (marist brothers) v roce 1847. Konflikt mezi těmito skupinami, přiživený předešlou politickou rivalitou mezi náčelníky sedmi rotumských oblastí, vyústil ve válečný stav, který vedl místní náčelníky aby v roce 1879 požádali o připojení skupiny ostrovů k Británii. 13. května 1881, výročí dnes slavené jako svátek – Rotumský den, byla Rotuma oficiálně postoupena Spojenému království, sedm let po tom, co se Fidži stalo kolonií. Koloniální odkaz je dodnes patrný díky mnoha starým kostelům roztroušeným po krajině.

## Demografie
Ačkoliv politicky jsou ostrovy od roku 1881 součástí Fidži, rotumanská kultura je více spjatá s polynézskými ostrovy na východě, hlavně s kulturou Tongy, Samoy, Wallisu a Futuny. Díky polynézskému vzhledu a odlišnému jazyku představují Rotumané rozeznatelnou menšinovou skupinu ve fidžijské republice. Většina Rotumanů (10 000) nyní žije po celém Fidži, zatím co něco pod 3 000 zůstává na Rotumě. Rotumané jsou kulturně konzervativní a udržují své zvyky tváří v tvář změnám doprovázeným narůstajícím kontaktem s ostatním světem. V roce 1885 přibližně 85 % Rotumanů hlasovalo proti otevření ostrova turistům.

## Známí Rotumané
Major Jioji Konousi Konrote, fidžijský vysoký komisař, ombudsman Walter Rigamoto, ministr informatiky Marieta Rigamoto, a nejvyšší soudce Daniel Fatiaki.

## Politika

Vlajka rotumských separatistů, jejichž hnutí bylo nejsilnější na konci osmdesátých let, po vojenském převratu na Fidži

Administrativně je Rotuma plně připojena k Fidži, ale díky místní správě má větší míru nezávislosti nežli ostatní fidžijské oblasti. Rotuma má statut kolonie s volenou Rotumskou radou, jejíž oprávnění a odpovědnosti jsou srovnatelné s okresy a provinciemi kdekoliv na Fidži. Hlavním městem ostrova je Ahau, největším Motusa.
Na národní úrovni volí fidžijští obyvatelé rotumanského původu jednoho zástupce do fidžijské sněmovny reprezentantů a Rotumský sněm nominuje jednoho zástupce do fidžijského senátu. Rotuma je také reprezentována ve vlivném Velkém sněmu náčelníků třemi zastupiteli volenými rotumským sněmem. Z volebních důvodů byli Rotumané oficiálně klasifikováni jako Fidžijci, ale při úpravě ústavy v letech 1997–1998 jim byla na vlastní žádost zaručeno zvláštní zastoupení. Většina křesel fidžijské sněmovny reprezentantů je přidělena na komunálním základě různým etnickým skupinám.